# Ehrenabzeichen für vorbildliche Leistungen in der „FDJ-Initiative DDR 25“

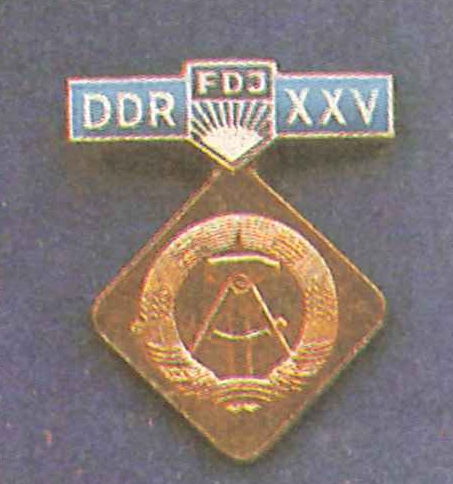
Ehrenabzeichen für vorbildliche Leistungen in der „FDJ-Initiative DDR 25“

Das Ehrenabzeichen für vorbildliche Leistungen in der „FDJ-Initiative DDR 25“ war in der Deutschen Demokratischen Republik (DDR) eine nichtstaatliche Auszeichnung der Freien Deutschen Jugend (FDJ), welche anlässlich des 25. Jahrestages der Gründung der DDR am 7. Oktober 1974 gestiftet wurde. Die Verleihung des Ehrenabzeichens erfolgte dabei für vorbildliche Leistungen beim Aufbau der DDR in den sogenannten FDJ-Jugendobjekten.

## Aussehen und Trageweise
Die golden gehaltene Medaille hat die Form eines auf dem Kopf stehenden Quadrates, dessen Ecken abgerundet sind. Über das gesamte Avers prangt das Staatssymbol der DDR. Getragen wurde die Medaille an der linken oberen Brustseite des Beliehenen an einer schmalen blauen Spange mit dem mittigen FDJ-Symbol sowie der Inschrift: DDR (links) und XXV (25) rechts.